# Harry Verbeke

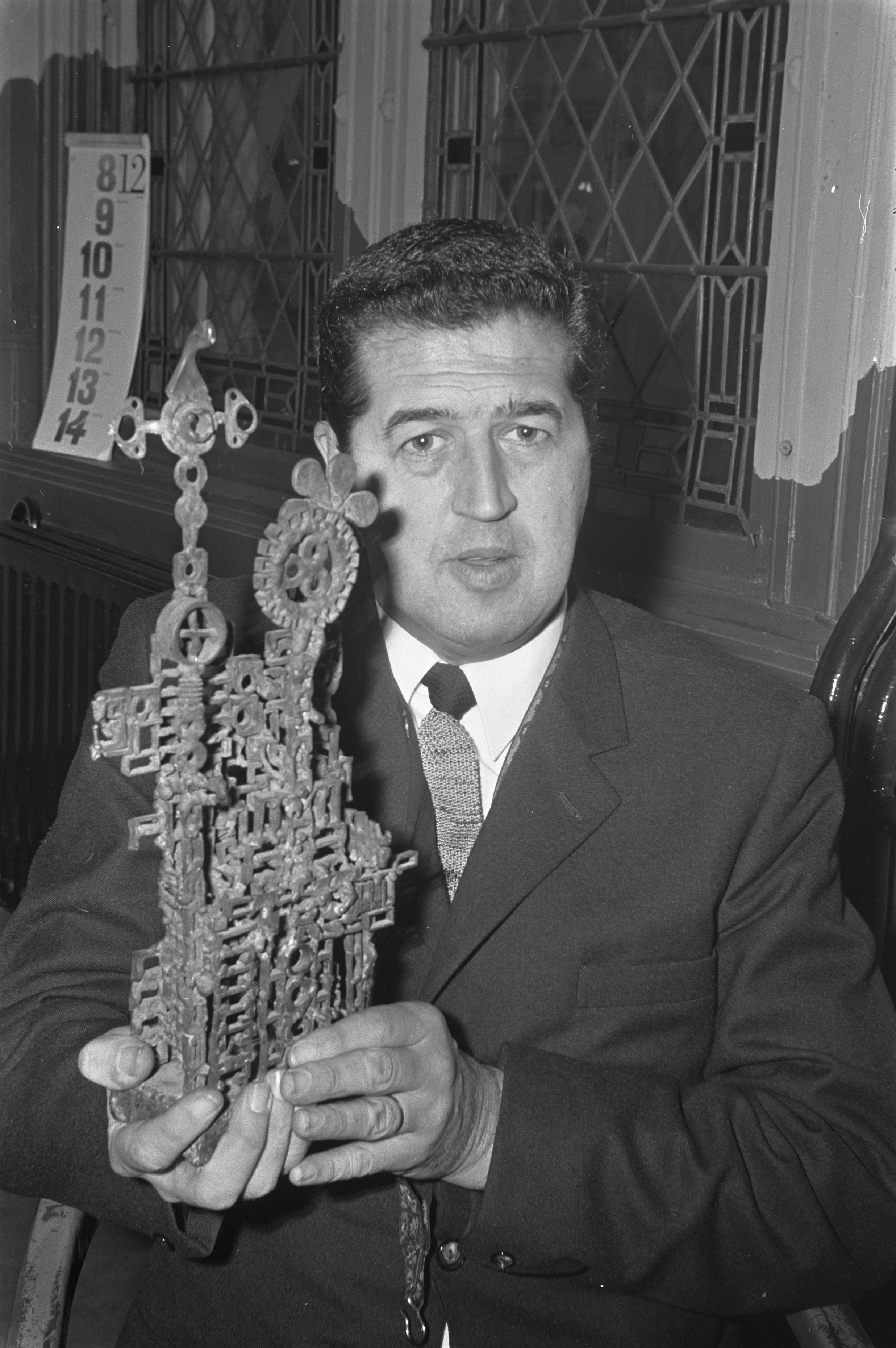
Harry Verbeke (Dezember 1968)

Harry Verbeke (* 10. April 1922 in Leeuwarden; † 27. Januar 2004 in Haarlem) war ein niederländischer Jazz-Saxophonist (Tenor).

## Werdegang
Verbeke brachte sich noch während der deutschen Besatzung Hollands das Saxophonspiel selbst bei. In den 1940er Jahren spielte er mit „The Millers“, einer Swing-Band mit der Sängerin Pia Beck. In den 1950er Jahren war er Mitglied der Hardbop-Combo „Diamond Five“ mit dem Pianisten Cees Slinger, dem Posaunisten Cees Smal, dem Bassisten Jacques Schols und dem Schlagzeuger John Engels, die im eigenen Nachtclub „Scheherezade“ in Amsterdam spielten. 1963 traten sie sogar im Concertgebouw auf und noch 1973 machten sie eine Aufnahme „Back together“ mit der Sängerin Greetje Kauffeld. Viele der Mitglieder waren auch ab 1960 Mitglied in der Bigband von Boy Edgar, zu deren Saxophon-Sektion neben Verbeke u. a. Tinus Bruijn, Piet Noordijk, Theo Loevendie, Herman Schoonderwalt und Toon van Vliet gehörten. Ab 1967 hatte Verbeke ein eigenes Quartett. Er spielte auch in vielen Radio- und Fernsehorchestern und im Orchester von Jerry van Rooyen. Verbeke trat viel auf dem North Sea Jazz Festival auf und live im Jazz-Radioprogramm „Tros Sesjun“.
1968 gewann er den Wessel Ilcken Preis. Daneben gewann er zwei Edison-Preise und den Meer Jazz-Preis.